# Hendrik Adams
Hendrik Adams (Gasselternijveen, 24 juli 1900 – Velp, 23 december 1980) was een Nederlands landbouwkundige, collaborateur en politicus die voor de Boerenpartij zeer korte tijd in de Eerste Kamer heeft gezeten.

## Afkomst, opleiding en beroep
Hendrik Adams was een zoon van de burgemeester van Gasselte, Jakob Adams, en Janna Zuiderweg. Zijn grootvader van vaderskant was houthandelaar; zijn grootvader van moederskant landbouwer. Hij studeerde tot mei 1930 koloniale landbouw aan de Landbouwhogeschool Wageningen. Tussen circa 1932 en 1934 werkte hij voor de rijksoverheid als adjunct-pluimveeconsulent en tot 24 april 1946 als pluimveeconsulent. Hij was tijdens de Tweede Wereldoorlog voor enkele uren per week leraar aan de Rijkslandbouwwinterschool te Emmen. Op 24 april 1946 werd hij ontslagen wegens zijn oorlogsactiviteiten. Hij bleef ongehuwd.

## Politieke activiteiten
In de jaren 1930-1940 was Adams lid van de Nationaal-Socialistische Nederlandsche Arbeiderspartij (NSNAP). Tijdens de oorlog bleef hij trouw aan het nationaalsocialisme. Tijdens de Tweede Wereldoorlog was hij medewerker van het antisemitische blad De Misthoorn en was hij lid van de aan de SS gelieerde organisatie Saxo-Frisia. Hij werd in 1946 geïnterneerd en in 1947 veroordeeld voor collaboratie. Hij verloor voor tien jaar het kiesrecht.

### Na de Tweede Wereldoorlog
In september 1966 werd hij door de Boerenpartij als senator afgevaardigd. Dit leidde vrijwel onmiddellijk tot een conflict met VVD-collega Jan Baas. Baas was gedurende de oorlog leraar geweest op dezelfde school als Adams (de Rijkslandbouwwinterschool in Emmen) en toen hij zich keerde tegen Adams' nationaalsocialistische ideeën zou Adams hebben gedreigd Baas te laten deporteren. Op de dag dat Adams begon als Eerste Kamerlid voor de Boerenpartij, op 20 september, kwam het tot een confrontatie met Baas, die Adams daarbij een vuistslag gaf.
Woordvoerders van de andere partijen weigerden met Adams samen te werken. Op 15 oktober 1966 trok Adams zich terug uit de Eerste Kamer, naar de woorden van partijleider boer Koekoek "als gevolg van de onwaardige en onwettige bejegening in een vijandige sfeer". Hij werd opgevolgd door Jan de Groote.
De affaire-Adams was enige tijd onderwerp in de (internationale) media. De blijvende steun van Hendrik Koekoek voor Adams (en voor andere leden met een fout oorlogsverleden) leidde tot de oprichting van de Noodraad, een groep die interne democratisering voorstond, maar uiteindelijk door Koekoek aan de kant werd geschoven.